# NGC 3628

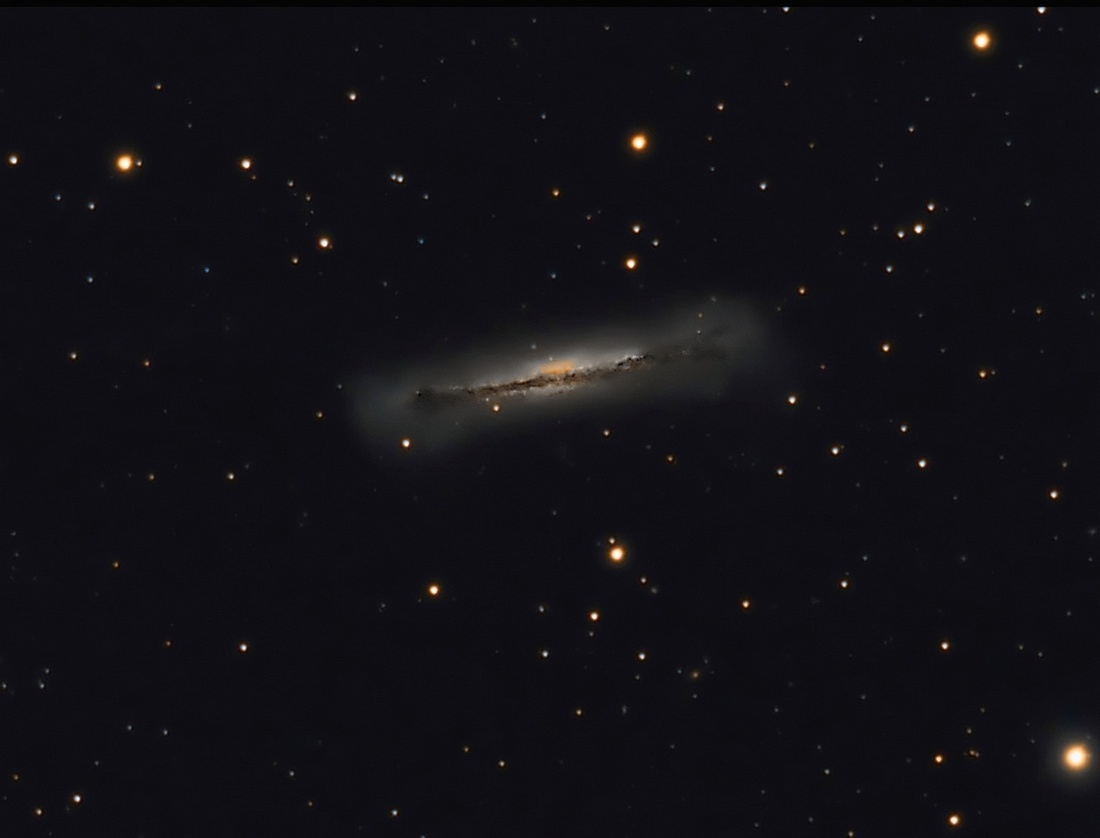
مجرة NGC 3628 الحلزونية.

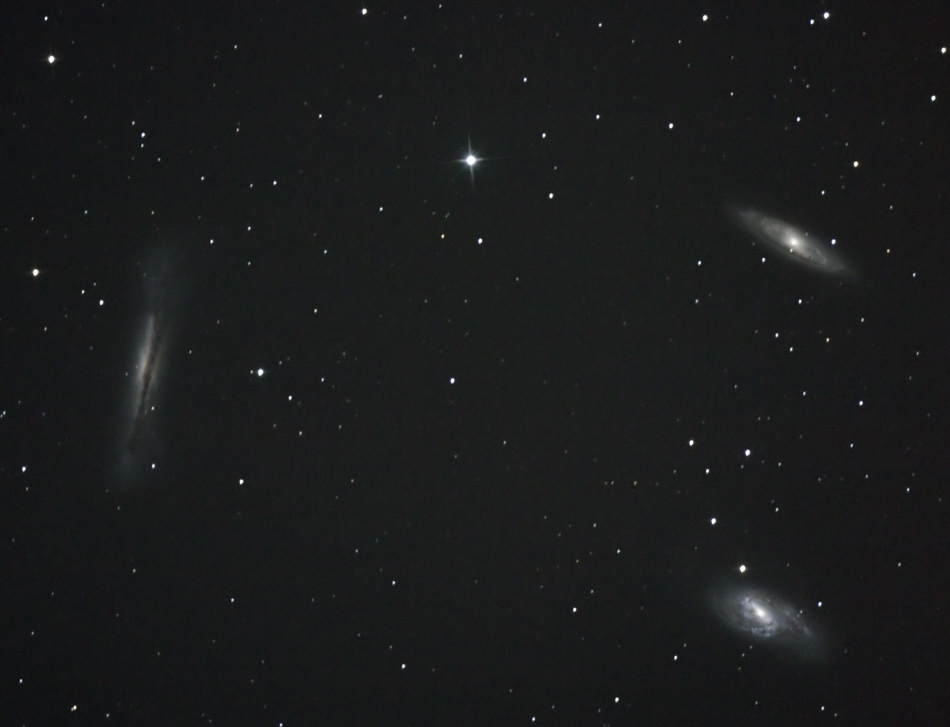
ثلاثية برج الأسد، وتُري مجرة NGC 3628 إلى اليسار.

إن جي سي 3628 هي مجرة حلزونية تقع في كوكبة الأسد وتبعد عنا 35 مليون سنة ضوئية. اكتشفها العالم وليام هرشل في عام 1784م. تمتد على مسافة 300,000 سنة ضوئية تقريباً. وهي جزء من ثلاثية الأسد وهي مجموعة مجرات صغيرة تقع في كوكبة الأسد وتضم مجرتين أخرى ين هما: م65 وم66.
ترجع التسمية NGC 3628 إلى رقمها في الفهرس العام الجديد New General Cataloge

## اقراء أيضا
- سديم الفراشة
- إن جي سي 2516
- إن جي سي
- سديم الجمجمة
- إن جي سي 3642